# NGC 6900
NGC 6900 је спирална галаксија у сазвежђу Орао која се налази на NGC листи објеката дубоког неба.
Деклинација објекта је - 2° 34' 11" а ректасцензија 20h 21m 35,1s. Привидна величина (магнитуда) објекта NGC 6900 износи 13,5 а фотографска магнитуда 14,3. NGC 6900 је још познат и под ознакама MCG 0-52-1, MCG -1-52-1, IRAS 20189-0243, PGC 64530.